# 足立区立伊興小学校
足立区立伊興小学校（あだちくりつ いこうしょうがっこう）は、東京都足立区伊興にある公立小学校。

## 沿革
- 1874年1月22日 - 第5番中学区4番小学新井学校9番分校として設立。
- 1876年10月16日 - 現在の位置に開校する。
- 1895年9月 - 高等科併置。伊興尋常小学校と称する。
- 1907年3月8日 - 校舎全焼。福寿院を仮校舎とする。
- 1908年1月 - 新校舎落成。校舎に移る。
- 1926年7月10日 - 青年訓練所を併設。
- 1932年10月1日 - 南足立郡合併により、東京市伊興尋常高等小学校と改称する。
- 1941年4月1日 - 東京市伊興国民学校と改称する。
- 1947年4月1日 - 東京都足立区立伊興小学校と改称する。
- 1949年11月16日 - 校歌が制定される。
- 1961年9月 - 校旗が制定される。
- 1971年4月1日 - 足立区立東伊興小学校独立開校。伊興小学校に同居。
- 1971年7月13日 - 東伊興小学校が移転する。
- 1972年4月1日 - 足立区立西伊興小学校独立開校。

## 教育目標
- 思いやりのある子
- よく考える子
- やりぬく子
- 元気な子